# Elecciones provinciales de Formosa de 1991
Las elecciones generales de la provincia de Formosa de 1991 tuvieron lugar el 8 de septiembre del mencionado año para renovar los cargos de Gobernador y Vicegobernador, y las 15 de las 30 bancas que posee la Legislatura Provincial. El gobernador Vicente Bienvenido Joga fue reelecto con el 44%, sumando todos los lemas del Frente de la Victoria Justicialista.

## Resultados

### Gobernador y vicegobernador
| Lema                                          | Lema                                            | Sublema                 | Fórmula                 | Fórmula               | Sublema               | Sublema               | Lema    | Lema  |
| Lema                                          | Lema                                            | Sublema                 | Gobernador              | Vicegobernador        | Votos                 | %                     | Votos   | %     |
| --------------------------------------------- | ----------------------------------------------- | ----------------------- | ----------------------- | --------------------- | --------------------- | --------------------- | ------- | ----- |
|                                               | Frente de la Victoria Justicialista             | Frente de la Victoria   | Vicente Joga            | Gildo Insfrán         | 42.233                | 57,40                 | 73.581  | 44,25 |
| Unidos Venceremos                             | Frente de la Victoria Justicialista             |                         |                         | 13.003                | 17,67                 |                       | 73.581  | 44,25 |
| Movimiento de Integración y Desarrollo        | Frente de la Victoria Justicialista             |                         |                         | 4.205                 | 5,71                  |                       | 73.581  | 44,25 |
| Formosa para Todos                            | Frente de la Victoria Justicialista             |                         |                         | 2.566                 | 3,49                  |                       | 73.581  | 44,25 |
| Protagonismo Solidario                        | Frente de la Victoria Justicialista             |                         |                         | 1.497                 | 2,03                  |                       | 73.581  | 44,25 |
| Junta Organizadora - Gran Agrupación 91       | Frente de la Victoria Justicialista             |                         |                         | 1.422                 | 1,93                  |                       | 73.581  | 44,25 |
| Lealtad                                       | Frente de la Victoria Justicialista             |                         |                         | 1.408                 | 1,91                  |                       | 73.581  | 44,25 |
| Alternativa para Triunfar                     | Frente de la Victoria Justicialista             |                         |                         | 1.190                 | 1,62                  |                       | 73.581  | 44,25 |
| Encuentro Justicialista                       | Frente de la Victoria Justicialista             |                         |                         | 1.101                 | 1,50                  |                       | 73.581  | 44,25 |
| 1 de Mayo                                     | Frente de la Victoria Justicialista             |                         |                         | 1.012                 | 1,38                  |                       | 73.581  | 44,25 |
| 22 de abril Unión de Obreros Justicialistas   | Frente de la Victoria Justicialista             |                         |                         | 1.011                 | 1,37                  |                       | 73.581  | 44,25 |
| Nosotros                                      | Frente de la Victoria Justicialista             |                         |                         | 1.007                 | 1,37                  |                       | 73.581  | 44,25 |
| Movimiento Unidos para Crecer                 | Frente de la Victoria Justicialista             |                         |                         | 970                   | 1,32                  |                       | 73.581  | 44,25 |
| Democracia Cristiana                          | Frente de la Victoria Justicialista             |                         |                         | 956                   | 1,30                  |                       | 73.581  | 44,25 |
|                                               | Unión Cívica Radical                            | Oficial                 | Alberto Ramón Maglietti | González              | 12.946                | 23,23                 | 55.726  | 33,51 |
| Mejor Alianza                                 | Unión Cívica Radical                            | Pereira                 | Martina                 | 11.092                | 19,90                 |                       | 55.726  | 33,51 |
| Lista Dorada y Blanca para el Triunfo Radical | Unión Cívica Radical                            | Carlos Silva            | Peyro                   | 7.192                 | 12,91                 |                       | 55.726  | 33,51 |
| Convergencia Radical                          | Unión Cívica Radical                            | Carlos Silva            | Peyro                   | 6.777                 | 12,16                 |                       | 55.726  | 33,51 |
| Nuestra Esperanza                             | Unión Cívica Radical                            | Quiroga                 | Suárez                  | 6.000                 | 10,77                 |                       | 55.726  | 33,51 |
| Renovación y Cambio                           | Unión Cívica Radical                            | Alberto Ramón Maglietti | González                | 3.692                 | 6,63                  |                       | 55.726  | 33,51 |
| Por la Causa Radical                          | Unión Cívica Radical                            |                         |                         | 1.881                 | 3,38                  |                       | 55.726  | 33,51 |
| Solidaridad                                   | Unión Cívica Radical                            | Pereira                 | Martina                 | 1.522                 | 2,73                  |                       | 55.726  | 33,51 |
| Bermejo                                       | Unión Cívica Radical                            | Carlos Silva            | Peyro                   | 1.467                 | 2,63                  |                       | 55.726  | 33,51 |
| Tres Banderas                                 | Unión Cívica Radical                            | Carlos Silva            | Peyro                   | 1.392                 | 2,50                  |                       | 55.726  | 33,51 |
| Unidad para el Cambio                         | Unión Cívica Radical                            | Barbieri                | Montoya                 | 1.208                 | 2,17                  |                       | 55.726  | 33,51 |
| Orden y Administración                        | Unión Cívica Radical                            | Herrera                 | Sanz                    | 557                   | 1,00                  |                       | 55.726  | 33,51 |
|                                               | Partido Auténtico Formoseño                     | —                       | Floro Bogado            |                       | —                     | —                     | 32.008  | 19,25 |
|                                               | Acción Formoseña - Fuerza Formoseña Integradora | —                       |                         |                       | —                     | —                     | 3.155   | 1,90  |
|                                               | Partido Nacionalista Constitucional             | —                       |                         |                       | —                     | —                     | 562     | 0,34  |
|                                               | Fuerza Republicana                              | —                       |                         |                       | —                     | —                     | 421     | 0,25  |
|                                               | Partido Socialista Popular                      | —                       |                         |                       | —                     | —                     | 340     | 0,20  |
|                                               | Partido Comunista - Izquierda Unida             | —                       |                         |                       | —                     | —                     | 287     | 0,17  |
|                                               | Alternativa Popular (PH - PI - PVEP)            | —                       |                         |                       | —                     | —                     | 212     | 0,13  |
| Votos positivos                               | Votos positivos                                 | Votos positivos         | Votos positivos         | Votos positivos       | Votos positivos       | Votos positivos       | 166.292 | 97,20 |
| Votos en blanco                               | Votos en blanco                                 | Votos en blanco         | Votos en blanco         | Votos en blanco       | Votos en blanco       | Votos en blanco       | 897     | 0,52  |
| Votos anulados                                | Votos anulados                                  | Votos anulados          | Votos anulados          | Votos anulados        | Votos anulados        | Votos anulados        | 3.902   | 2,28  |
| Participación                                 | Participación                                   | Participación           | Participación           | Participación         | Participación         | Participación         | 171.091 | 78,00 |
| Electores registrados                         | Electores registrados                           | Electores registrados   | Electores registrados   | Electores registrados | Electores registrados | Electores registrados | 219.349 | 100   |
| Fuente:                                       |                                                 |                         |                         |                       |                       |                       |         |       |

### Cámara de Diputados
| ← 1989 · Cámara de Diputados · 1993 →         | ← 1989 · Cámara de Diputados · 1993 →           | ← 1989 · Cámara de Diputados · 1993 → | ← 1989 · Cámara de Diputados · 1993 → | ← 1989 · Cámara de Diputados · 1993 → | ← 1989 · Cámara de Diputados · 1993 → | ← 1989 · Cámara de Diputados · 1993 → | ← 1989 · Cámara de Diputados · 1993 → |
| Lema                                          | Lema                                            | Sublema                               | Sublema                               | Sublema                               | Lema                                  | Lema                                  | Lema                                  |
| Lema                                          | Lema                                            | Sublema                               | Votos                                 | %                                     | Votos                                 | %                                     | Bancas                                |
| --------------------------------------------- | ----------------------------------------------- | ------------------------------------- | ------------------------------------- | ------------------------------------- | ------------------------------------- | ------------------------------------- | ------------------------------------- |
|                                               | Frente de la Victoria Justicialista             | Frente de la Victoria                 | 40.852                                | 55,48                                 | 73.637                                | 45,06                                 | 7/15                                  |
| Unidos Venceremos                             | Frente de la Victoria Justicialista             | 11.862                                | 16,11                                 |                                       | 73.637                                | 45,06                                 | 7/15                                  |
| Movimiento de Integración y Desarrollo        | Frente de la Victoria Justicialista             | 5.488                                 | 7,45                                  |                                       | 73.637                                | 45,06                                 | 7/15                                  |
| Formosa para Todos                            | Frente de la Victoria Justicialista             | 2.416                                 | 3,28                                  |                                       | 73.637                                | 45,06                                 | 7/15                                  |
| Lealtad                                       | Frente de la Victoria Justicialista             | 1.717                                 | 2,33                                  |                                       | 73.637                                | 45,06                                 | 7/15                                  |
| Protagonismo Solidario                        | Frente de la Victoria Justicialista             | 1.711                                 | 2,32                                  |                                       | 73.637                                | 45,06                                 | 7/15                                  |
| Junta Organizadora - Gran Agrupación 91       | Frente de la Victoria Justicialista             | 1.443                                 | 1,96                                  |                                       | 73.637                                | 45,06                                 | 7/15                                  |
| Alternativa para Triunfar                     | Frente de la Victoria Justicialista             | 1.392                                 | 1,89                                  |                                       | 73.637                                | 45,06                                 | 7/15                                  |
| Nosotros                                      | Frente de la Victoria Justicialista             | 1.235                                 | 1,68                                  |                                       | 73.637                                | 45,06                                 | 7/15                                  |
| 1 de Mayo                                     | Frente de la Victoria Justicialista             | 1.228                                 | 1,67                                  |                                       | 73.637                                | 45,06                                 | 7/15                                  |
| Movimiento Unidos para Crecer                 | Frente de la Victoria Justicialista             | 1.118                                 | 1,52                                  |                                       | 73.637                                | 45,06                                 | 7/15                                  |
| 22 de abril Unión de Obreros Justicialistas   | Frente de la Victoria Justicialista             | 1.113                                 | 1,51                                  |                                       | 73.637                                | 45,06                                 | 7/15                                  |
| Encuentro Justicialista                       | Frente de la Victoria Justicialista             | 1.064                                 | 1,44                                  |                                       | 73.637                                | 45,06                                 | 7/15                                  |
| Democracia Cristiana                          | Frente de la Victoria Justicialista             | 998                                   | 1,36                                  |                                       | 73.637                                | 45,06                                 | 7/15                                  |
|                                               | Unión Cívica Radical                            | Oficial                               | 12.414                                | 22,52                                 | 55.133                                | 33,74                                 | 5/15                                  |
| Mejor Alianza                                 | Unión Cívica Radical                            | 10.951                                | 19,86                                 |                                       | 55.133                                | 33,74                                 | 5/15                                  |
| Lista Dorada y Blanca para el Triunfo Radical | Unión Cívica Radical                            | 7.135                                 | 12,94                                 |                                       | 55.133                                | 33,74                                 | 5/15                                  |
| Nuestra Esperanza                             | Unión Cívica Radical                            | 6.819                                 | 12,37                                 |                                       | 55.133                                | 33,74                                 | 5/15                                  |
| Convergencia Radical                          | Unión Cívica Radical                            | 6.433                                 | 11,67                                 |                                       | 55.133                                | 33,74                                 | 5/15                                  |
| Renovación y Cambio                           | Unión Cívica Radical                            | 3.069                                 | 5,57                                  |                                       | 55.133                                | 33,74                                 | 5/15                                  |
| Por la Causa Radical                          | Unión Cívica Radical                            | 1.746                                 | 3,17                                  |                                       | 55.133                                | 33,74                                 | 5/15                                  |
| Unidad para el Cambio                         | Unión Cívica Radical                            | 1.629                                 | 2,95                                  |                                       | 55.133                                | 33,74                                 | 5/15                                  |
| Tres Banderas                                 | Unión Cívica Radical                            | 1.505                                 | 2,73                                  |                                       | 55.133                                | 33,74                                 | 5/15                                  |
| Solidaridad                                   | Unión Cívica Radical                            | 1.456                                 | 2,64                                  |                                       | 55.133                                | 33,74                                 | 5/15                                  |
| Bermejo                                       | Unión Cívica Radical                            | 1.360                                 | 2,47                                  |                                       | 55.133                                | 33,74                                 | 5/15                                  |
| Orden y Administración                        | Unión Cívica Radical                            | 616                                   | 1,12                                  |                                       | 55.133                                | 33,74                                 | 5/15                                  |
|                                               | Partido Auténtico Formoseño                     | —                                     | —                                     | —                                     | 29.256                                | 17,90                                 | 3/15                                  |
|                                               | Acción Formoseña - Fuerza Formoseña Integradora | —                                     | —                                     | —                                     | 2.838                                 | 1,74                                  |                                       |
|                                               | Partido Nacionalista Constitucional             | —                                     | —                                     | —                                     | 766                                   | 0,47                                  |                                       |
|                                               | Fuerza Republicana                              | —                                     | —                                     | —                                     | 462                                   | 0,28                                  |                                       |
|                                               | Partido Socialista Popular                      | —                                     | —                                     | —                                     | 409                                   | 0,25                                  |                                       |
|                                               | Unión del Centro Democrático                    | —                                     | —                                     | —                                     | 345                                   | 0,21                                  |                                       |
|                                               | Partido Comunista - Izquierda Unida             | —                                     | —                                     | —                                     | 303                                   | 0,19                                  |                                       |
|                                               | Alternativa Popular (PH - PI - PVEP)            | —                                     | —                                     | —                                     | 277                                   | 0,17                                  |                                       |
| Votos positivos                               | Votos positivos                                 | Votos positivos                       | Votos positivos                       | Votos positivos                       | 163.426                               | 95,52                                 |                                       |
| Votos en blanco                               | Votos en blanco                                 | Votos en blanco                       | Votos en blanco                       | Votos en blanco                       | 823                                   | 0,48                                  |                                       |
| Votos anulados                                | Votos anulados                                  | Votos anulados                        | Votos anulados                        | Votos anulados                        | 6.842                                 | 4,00                                  |                                       |
| Participación                                 | Participación                                   | Participación                         | Participación                         | Participación                         | 171.091                               | 78,00                                 |                                       |
| Electores registrados                         | Electores registrados                           | Electores registrados                 | Electores registrados                 | Electores registrados                 | 219.349                               | 100                                   |                                       |
| Fuente:                                       |                                                 |                                       |                                       |                                       |                                       |                                       |                                       |